# Berg (cantor português)
Berg, nome artístico de Teófilo Sonnenberg, é um cantor e músico português. Nasceu em Angola, cresceu no Porto e viveu na Suíça. 
Berg integrou a banda de Rui Veloso e entrou em álbuns de Boss AC, Rita Guerra, Nuno Guerreiro, Pedro Abrunhosa e GNR.
O cantor lançou o seu primeiro álbum a solo, o homónimo "Berg", em 1999. O segundo, "Mundo", foi lançado em 2008. Entre essas duas fases integrou o grupo vocal SDS, formado em 2000.
Já com uma longa carreira, em 2013 concorre à 1ª edição da versão portuguesa do formato The X Factor, que vence em fevereiro de 2014. No seguimento da vitória no concurso, lança um segundo álbum homónimo em 2014, que chega ao nº 5 da tabela portuguesa de álbuns. Em 2016, lança o álbum "Tempo", que alcança a sua melhor posição na mesma tabela ao atingir o nº 24.